# Городяни (фільм)
«Городяни» (рос. «Горожане») — радянський художній фільм 1975 року, поставлений режисером  Володимиром Роговим на Кіностудії ім. М. Горького. За мотивами повісті  Володимира Куніна «Я працюю в таксі».

## Сюжет
Історія про водія московського таксі, якого всі, хто його знав, називали Батєй. Батя любив свою справу, друзів, дочку і Москву. Для кожного він умів знайти потрібне слово. Оточивши всіх увагою і турботою, завжди готовий допомогти кожному, він ніяк не зважиться на визнання в коханні жінці, яка давно вже стала найдорожчою йому людиною.

## У головних ролях
- Микола Крючков —  таксист Батя, колишній фронтовик
- Марина Кукушкіна (Дюжева) —  дочка Маша
- Михайло Васьков —  Юра, наречений Маші
- Олексій Миронов —  начальник колони Василь Васильович Фофонов

## У ролях
- Борис Чирков —  старий майстер Петрович, дід-співрозмовник про онуків
- Людмила Хитяєва —  нервова пасажирка — дружина працівника міністерства (подружня пара з 20-річним стажем)
- Олег Даль —  пасажир — випивший полярник, водій всюдихода
- Георгій Юматов —  фронтовий друг Іван, водій тролейбуса 16-го маршруту
- Лариса Удовиченко —  пасажирка, супутниця Зайцева; пасажирка тролейбуса 16-го маршруту
- Ірина Азер —  пасажирка — дружина Володі
- Анатолій Ромашин —  пасажир — працівник міністерства (подружня пара з 20-річним стажем)
- Юрій Чернов —  водій МАЗа-сміттєвоза, балалаєчник і хокеїст
- Валерій Носик —  пасажир — лікар-кардіолог
- Володимир Пучков —  пасажир — Зайцев
- Борис Гусаков —  Петро Бондаренко, колишній таксист, який працює на заправці
- Тетяна Паркіна —  пасажирка — дружина молодого композитора  («Сідай, медуза!»)
- Галина Стрелкова —  епізод
- Павло Махотін —  пасажир — генерал
- Борис Гітін —  інспектор ДАІ, старшина
- Леонід Ярмольник —  пасажир — молодий композитор, чоловік- «медуза»

## В епізодах
- Валентин Нікулін —  пасажир в білому плащі, «Доцент»
- Віктор Чеботарьов —  пасажир — солдат, син генерала  ( роль озвучував  —  Олексій Золотницький)
- Валентина Ананьїна —  працівниця таксопарку
- Олександр Харитонов —  молодий таксист
- Надія Рєпіна —  епізод
- Марія Барабанова —  жінка в черзі  («Шахрай, в міліцію його треба!»)
- Юрій Воробйов —  даішник
- Степан Пучінян —  епізод
- Ігор Скляр —  хлопець з гітарою
- Алевтина Румянцева —  дама в хустці   (в титрах не вказано)
- Льоня Карасьов —  приятель Юри   (в титрах не вказаний)
- Максуд Іматшоєв —  епізод   (в титрах не вказаний)

## Знімальна група
- Сценарій —  Володимир Кунін
- Режисер-постановник —  Володимир Роговий
- Оператор-постановник —  Інна Зарафян
- Художник-постановник —  Петро Пашкевич
- Композитор —  Рафаїл Хозак
- Звукооператор —  Станіслав Гурін
- Редактор —  Віра Бірюкова
- Оператори — Анатолій Буравчиков, В'ячеслав Звонілкін
- Монтаж —  Ольга Катушева,  Світлана Десницька
- Майстер світла — М. Громов
- Художник по костюмах —  Катерина Александрова
- Художник-гример —  Валентина Пустовалова
- Художник-декоратор — Борис Дукшт
- Художник-фотограф —  Аркадій Гольцин
- Асистент режисера —  Розалина Головащенко
- Асистент оператора — В. Бергер
- Оркестр Держкіно СРСР 
 Диригент —  Володимир Васильєв
- Текст пісень —  Василь Лебедєв-Кумач,  Євген Агранович
- Директор картини — Л. Бланк